# Cranaus praedo
Cranaus praedo is een hooiwagen uit de familie Cranaidae.